# Куцтаун (Пенсільванія)
Куцтаун (англ. Kutztown) — місто (англ. borough) в США, в окрузі Беркс штату Пенсільванія. Населення — 4162 особи (2020).

## Географія
Куцтаун розташований за координатами 40°31′17″ пн. ш. 75°46′38″ зх. д. / 40.52139° пн. ш. 75.77722° зх. д. (40.521313, -75.777288). За даними Бюро перепису населення США в 2010 році місто мало площу 4,25 км², з яких 4,24 км² — суходіл та 0,01 км² — водойми.

## Демографія
Згідно з переписом 2010 року, у селищі мешкало 5012 осіб у 2093 домогосподарствах у складі 863 родин. Густота населення становила 1179 осіб/км². Було 2187 помешкань (514/км²).
Расовий склад населення:
| - 95,8 % — білих - 1,4 % — чорних або афроамериканців - 1,0 % — азіатів |

До двох чи більше рас належало 1,0 %. Частка іспаномовних становила 2,6 % від усіх жителів.
За віковим діапазоном населення розподілялося таким чином: 11,8 % — особи молодші 18 років, 71,3 % — особи у віці 18—64 років, 16,9 % — особи у віці 65 років та старші. Медіана віку мешканця становила 28,3 року. На 100 осіб жіночої статі у селищі припадало 93,0 чоловіків; на 100 жінок у віці від 18 років та старших — 90,6 чоловіків також старших 18 років.
Середній дохід на одне домашнє господарство становив 59 513 долари США (медіана — 48 750), а середній дохід на одну сім'ю — 81 828 доларів (медіана — 77 188). Медіана доходів становила 49 063 долари для чоловіків та 41 158 доларів для жінок. За межею бідності перебувало 22,4 % осіб, у тому числі 4,1 % дітей у віці до 18 років та 0,0 % осіб у віці 65 років та старших.
Цивільне працевлаштоване населення становило 2532 особи. Основні галузі зайнятості: освіта, охорона здоров'я та соціальна допомога — 23,5 %, виробництво — 16,4 %, роздрібна торгівля — 16,2 %.